# Nodari Shengelia
Pas d'image ? Cliquez ici

a Compétitions nationales et continentales officielles uniquement.

Dernière mise à jour le 21 mai 2025.
Nodari Shengelia, né le 11 août 2002, est un joueur géorgien de rugby à XV. Il évolue au poste de pilier.

## Biographie
Durant la saison 2019-2020, Nodari Shengelia évolue pour le club géorgien de rugby à XV du RC Aia.
De 2020 à 2023, il joue pour les espoirs du club français de l'USA Perpignan, lui permettant d'obtenir le statut de joueur JIFF,. Début juin 2021, il s'incline 29 à 22 en finale du Championnat de France espoirs contre ses homologues du Stade toulousain, dans un match où il est titulaire au poste de pilier droit.
Début décembre 2023, il s'engage avec le Stade aurillacois jusqu'à l'issue de la saison. Avec son nouveau club, il fait sa première apparition professionnelle en Pro D2 lors de la saison 2023-2024.
Par la suite, il rejoint le Biarritz olympique pour une saison durant l'été 2024, puis le CS Bourgoin-Jallieu l'année suivante.

## Palmarès
- Finaliste du Championnat de France espoirs en 2021 avec l'USA Perpignan.